# Mahidolia
Mahidolia is een monotypisch geslacht van straalvinnige vissen uit de familie van grondels (Gobiidae). Het geslacht is voor het eerst wetenschappelijk beschreven in 1932 door Smith.

## Soort
- Mahidolia mystacina (Valenciennes, 1837)